# Tendéné-Bambarasso
Tendéné-Bambarasso est une localité du centre de la Côte d'Ivoire et appartenant au département de Dabakala, Région de la Vallée du Bandama. La localité de Tendéné-Bambarasso est un chef-lieu de commune.